# 大坪 (新竹縣新埔鎮)
大坪，是臺灣新竹縣新埔鎮的一個傳統地域名稱，位於該區北部偏東。相較於今日行政區，其範圍大致為照門里西半部。

## 歷史
台灣清治末期至日治初期，大坪地區為一街庄，稱為「大坪庄」，隸屬於竹北二堡。該庄北與羊喜窩庄為鄰，東與照門庄為鄰，南邊為大茅埔庄，西南邊為四座屋庄，西邊為大平窩庄，西北邊一小段與為界。
1901年（日治明治三十四年）11月，全台廢縣廳改設二十廳，該庄隸屬於新竹廳。1909年（明治四十二年）10月，合併二十廳為十二廳，該庄隸屬不變。1920年（大正九年），廢十二廳改設五州二廳，該庄改制為「大坪」大字，隸屬於新竹州新竹郡新埔庄，大字下有「大坪」、「箭竹窩」、「九芎湖」小字名。1941年，新埔庄升格為新埔街。
戰後新埔街改制為新埔鎮，隸屬於新竹縣，大字亦改制為里，即為大坪里。1950年桃、竹、苗分治，新埔鎮隸屬不變。1979年後併入照門里。

## 交通
縣道115號是觀音至芎林的道路，大致以東北—西南走向蜿蜒經過大坪地區南部，向東轉東北可前往楊梅、新屋、觀音等地，向西南可前往新埔市區、芎林等地。

## 景點
- 南園